# Vladimír Kristin
Vladimír Kristin (25. července 1894 Moravská Ostrava – 13. listopadu 1970 Ostrava) byl český malíř.

## Životopis
Umění se věnoval již v mládí, kdy studoval hru na klavír a varhany. v roce 1911 však odešel na vídeňskou Školu uměleckých řemesel, kde studoval u Oskara Strnada a Antona von Kennera.
V první světové válce aktivně bojoval a jako důstojník velel bojům na Balkánu a v Itálii. Po skončení války se vrátil zpět do rodné Ostravy. Zde se od roku 1924 věnoval scénografii v Národním divadle moravskoslezském.
Malbě se soustavněji věnoval až od dvacátých let 20. století. V této době byl značně ovlivněn prvky civilismu. Byl fascinován ojedinělostí ostravských zákoutí a průmyslových zón; díky této fascinaci vznikla díla jako Zahrada v Třebovicích či Ostravská periferie.
Ve třicátých letech 20. století byl více ovlivněn Paulem Cézannem a jeho barevně pojatým prostorem. V tomto desetiletí jeho tvorbě dominovaly krajinky a zátiší.
Po válce byly jeho obrazy uvolněnější a autor se začal věnovat hlavně realistickým panoramatům Ostravy a krajiny v okolí Hukvald.
Jeho díla jsou k vidění mj. ve sbírkách Galerie výtvarného umění v Ostravě, Moravské galerie v Brně či Národní galerie v Praze.